# OGLE-TR-122
OGLE-TR-122は、半径が計測されている最小の主系列星の中の一つを含む連星系である。
伴星はOptical Gravitational Lensing Experimentがより大型の主星の小型天体による食を観察している際に発見された。伴星の軌道周期は約7.3日であり、主星は太陽に類似していると考えられる。
伴星であるOGLE-TR-122bの半径は約0.12太陽半径であり、これは木星よりも20%大きい程度である。一方で重量は約0.1太陽質量すなわち木星のおよそ100倍である。これから計算される平均密度は太陽の50倍あるいは水の80倍となる。OGLE-TR-122bの質量は、水素核融合を行える恒星の下限と見積もられている太陽質量の0.07から0.08倍に近い。軌道通過の観測によって、この恒星が木星と同程度の半径を持つ初めての直接的な証拠が得られた。

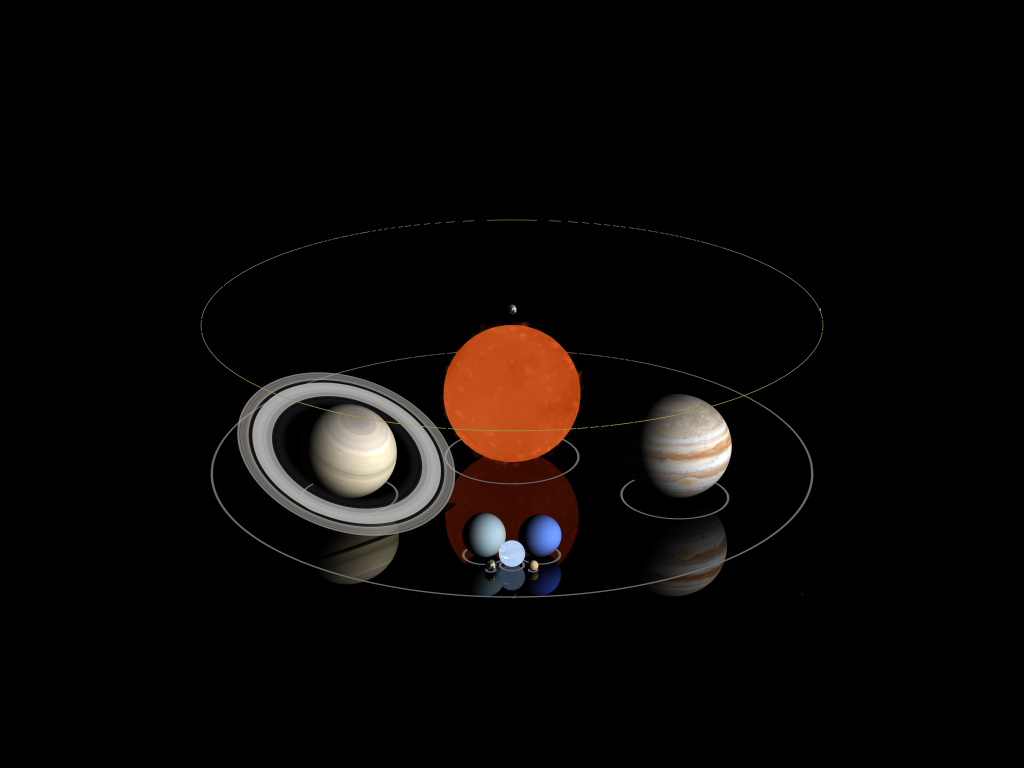
中心がOGLE-TR-122bである。右側の木星、左の土星と比べると恒星としては小さい天体であることが良くわかる。